# Hypocysta hathor
Hypocysta hathor är en fjärilsart som beskrevs av Hans Fruhstorfer 1911. Hypocysta hathor ingår i släktet Hypocysta och familjen praktfjärilar. Inga underarter finns listade i Catalogue of Life.